# Miho Takahashi
Miho Takahashi (jap. 高橋美帆 Takahashi Miho; ur. 29 listopada 1988 w Ageo, w Japonii) – japońska siatkarka grająca na pozycji środkowej. Obecnie występuje w drużynie Pioneer Red Wings.